# Houty
Houty (ukrainien : Гути) est une commune urbaine de l’oblast de Kharkiv, en Ukraine. Elle compte 1 661 habitants en 2021.

## Géographie
La commune de Houty se situe sur la rive sud de la rivière Merla, affluent de rive gauche de la rivière Vorskla, sur la rive gauche du fleuve Dniepr. Elle se trouve à 65 kilomètres à l'ouest-nord-ouest de la ville de Kharkiv.